# Tim Walz
Tim Walz, właśc. Timothy James Walz (ur. 6 kwietnia 1964 w West Point) – amerykański polityk, były nauczyciel i emerytowany podoficer Army National Guard w stopniu starszego sierżanta. Członek Minnesota Democratic-Farmer-Labor Party, w latach 2007–2019 członek Izby Reprezentantów Stanów Zjednoczonych, od 2019 gubernator stanowy Minnesoty. Kandydat Partii Demokratycznej na wiceprezydenta Stanów Zjednoczonych w wyborach prezydenckich w 2024.

## Życiorys

### Wykształcenie, praca zawodowa i służba wojskowa

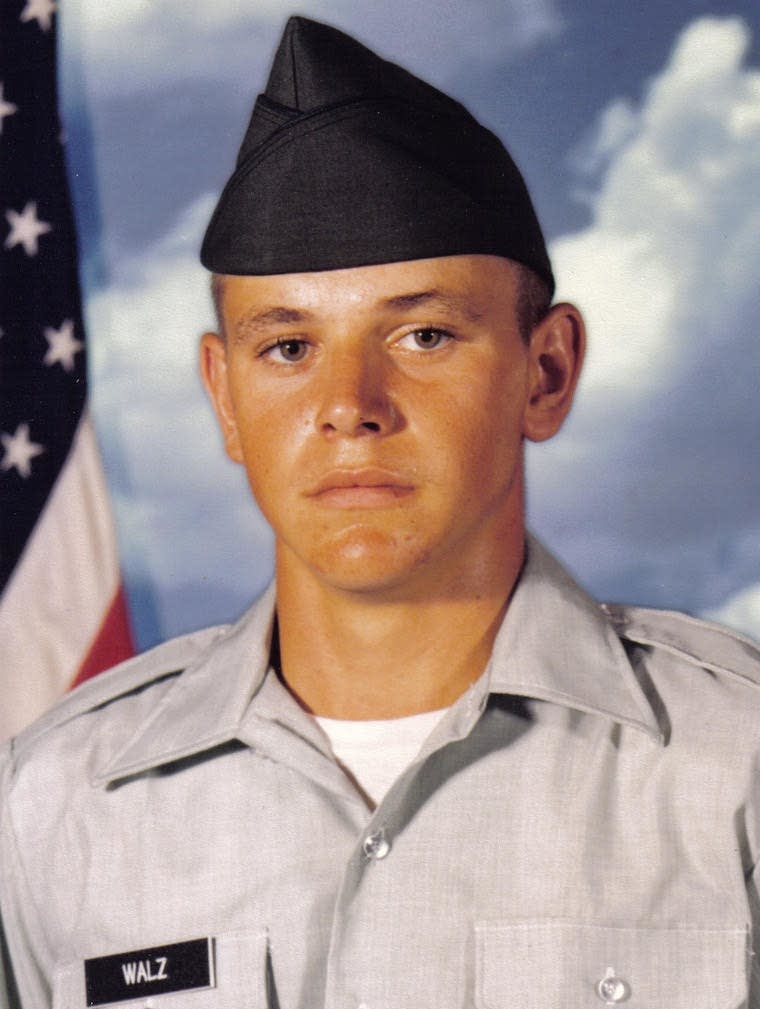
Tim Walz (1981)

Jest synem nauczyciela i weterana wojny koreańskiej Jamesa F. Walza i jego żony Darlene Rose Reiman. Jego przodkowie ze strony ojca pochodzili z Kuppenheim w Wielkim Księstwie Badenii, skąd w 1867 wyemigrowali do Stanów Zjednoczonych.
W 1981 roku wstąpił do Gwardii Narodowej. Szkolił się w Georgii, służbę wojskową odbywał w Arkansas, w Teksasie i na kole podbiegunowym, brał udział w operacji Enduring Freedom, stacjonując w bazach lotniczych we Włoszech. Był specjalistą w dziedzinie artylerii polowej, pomagał szkolić rekrutów w zakresie obsługi haubic samobieżnych M109. Przed przejściem w stan spoczynku w 2005 roku stacjonował w New Ulm w Minnesocie.
W 1989 roku uzyskał licencjat z nauk społecznych na Chadron State College, przez następny rok pracował jako nauczyciel w liceum w Guangdong w Chińskiej Republice Ludowej, w ramach programu prowadzonego przez organizację pozarządową WorldTeach. W 1996 przeniósł się do Mankato i rozpoczął pracę jako nauczyciel w Mankato West High School, gdzie trenował szkolną drużynę futbolową. Podczas pracy starał się pomagać uczniom zmagającym się z nękaniem z powodu ich orientacji seksualnej. W 2001 roku obronił tytuł Master of Science na tamtejszym Minnesota State University.

### Działalność polityczna

#### Izba Reprezentantów
W 2006 roku uzyskał mandat do Izby Reprezentantów Stanów Zjednoczonych, startując z 1. Dystryktu Kongresowego w Minnesocie i pokonując urzędującego od 12 lat Republikanina Gila Gutknechta wynikiem 53% głosów. Był najwyższym rangą emerytowanym wojskowym w stopniu niższym, niż stopień oficerski, który kiedykolwiek został wybrany kongresmenem. Uzyskiwał reelekcję w pięciu kolejnych wyborach, sprawując tym samym urząd przez 6 kadencji.

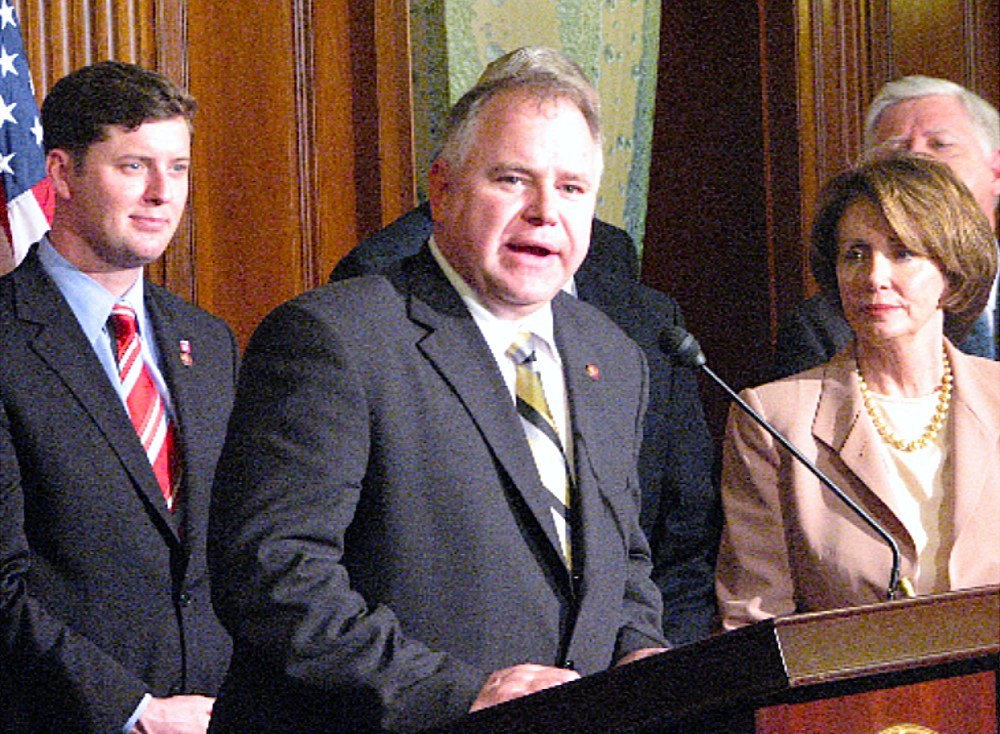
Tim Walz przemawiający w towarzystwie Patricka Murphy’ego (z lewej) oraz Nancy Pelosi, ówczesnej liderki klubu Demokratów w Izbie Reprezentantów (z prawej)

Przez całą ostatnią kadencję, w latach 2017–2019, był najwyższym rangą przedstawicielem Partii Demokratycznej w Komisji ds. Weteranów, pełniąc tym samym funkcję zastępcy przewodniczącego. W gremium tym zasiadał łącznie przez 12 lat, od samego początku swojej obecności w Izbie Reprezentantów, koncentrując swoją działalność w Kongresie właśnie wokół wsparcia weteranów wojennych, ale również pozostałych służb mundurowych i cywilnych. Przez lata pełnił funkcję przewodniczącego kongresowego zespołu (ang. caucus) reprezentującego interesy ratowników medycznych i sanitariuszy.
Był głośnym przeciwnikiem wojny w Iraku. Już w 2007 roku, jako świeżo upieczony kongresmen, jednoznacznie sprzeciwiał się projektowi administracji prezydenta George’a W. Busha, zakładającego rozmieszczenie na Bliskim Wschodzie dodatkowych sił w liczbie ponad 20 tysięcy amerykańskich żołnierzy. Podczas kryzysu w 2008 roku wielokrotnie sprzeciwiał się wydawaniu pieniędzy podatników na ratowanie prywatnych instytucji finansowych. Głosował również przeciwko pożyczkom dla branży motoryzacyjnej oraz przewodził dwupartyjnej grupie, która przedłożyła rezolucję wzywającą rząd federalny do pozbycia się udziałów w General Motors i Chrysler Group „najszybciej jak to tylko możliwe”.
Przez resztę działalności w Izbie Reprezentantów skupiał się przede wszystkim na kwestiach ważnych dla swojego okręgu i szerzej dla całej południowej Minnesoty. Wspierał zwiększanie zatrudnienia poprzez duże projekty infrastrukturalne, głosował za projektami mającymi na celu promowanie innowacyjności w sektorze MŚP, a także za wsparciem dla rolników, w szczególności dla hodowli świń i dla branży mleczarskiej. Gospodarka i zwiększanie zatrudnienia stało się główną osią jego kariery politycznej, co w połączeniu z silnym powiązaniem z rodzimym dystryktem przekładało się na promowanie zarówno największych regionalnych pracodawców, takich jak Mayo Clinic, jak i małych przedsiębiorstw.

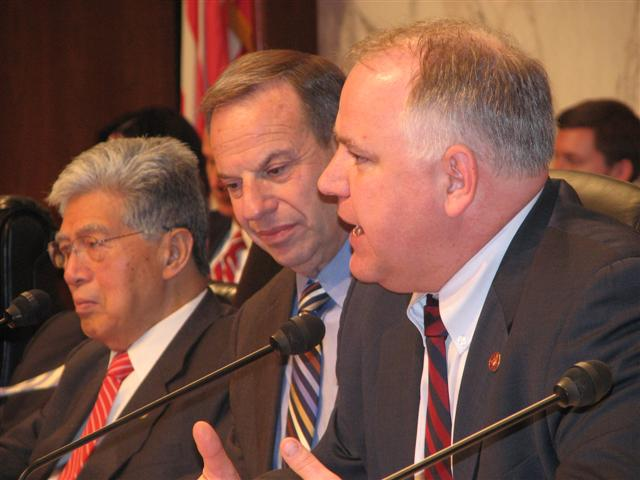
Kongresmen Tim Walz

Jako były nauczyciel niejednokrotnie zabierał również głos w kwestiach związanych z edukacją. Jego zdaniem „do zagwarantowania solidnych podwalin gospodarczej przyszłości Ameryki niezbędne jest zapewnienie amerykańskim dzieciom najlepszej możliwej edukacji”. Sprzeciwiał się propozycjom zmiennego wynagrodzenia zależnego od wyników w placówkach edukacyjnych. Był również zagorzałym zwolennikiem publicznego systemu szkolnictwa, wspierał legislaturę dążącą do obniżania kosztów edukacji, w tym również czesnego na amerykańskich uczelniach wyższych. W każdych wyborach otrzymywał pełne wsparcie grup związanych z edukacją, w tym również Krajowego Związku Dyrektorów Szkół Podstawowych (National Association of Elementary School Principals), Amerykańskiego Związku Kobiet na Uniwersytetach (American Association of University Women) oraz Krajowego Związku Edukacji (National Education Association), czyli największego związku zawodowego w Stanach Zjednoczonych, reprezentującego interesy nauczycieli, profesorów oraz personelu wspierającego placówki edukacyjne i zrzeszającego niemal 3 miliony osób.
W lutym 2008 roku poparł kandydaturę Baracka Obamy w prezydenckich prawyborach Partii Demokratycznej, który w momencie tej deklaracji plasował się na drugim miejscu za liderką Hillary Clinton. Za jego prezydentury głosował za tzw. Obamacare, czyli sztandarowym projektem tej administracji, zakładającym gruntowną reformę systemu ochrony zdrowia i poszerzenie dostępu do ubezpieczeń zdrowotnych. W 2015 roku poparł kandydaturę Hillary Clinton w nadchodzących prawyborach. W 2017 roku był rozważany jako potencjalny następca senatora Ala Frankena, który zrezygnował ze stanowiska z powodu oskarżeń o molestowanie seksualne. Walz odmówił jednak startu i poparł kandydaturę Tiny Smith, która niespełna rok później zdobyła mandat z przewagą ponad 10 pp.

#### Gubernator Minnesoty

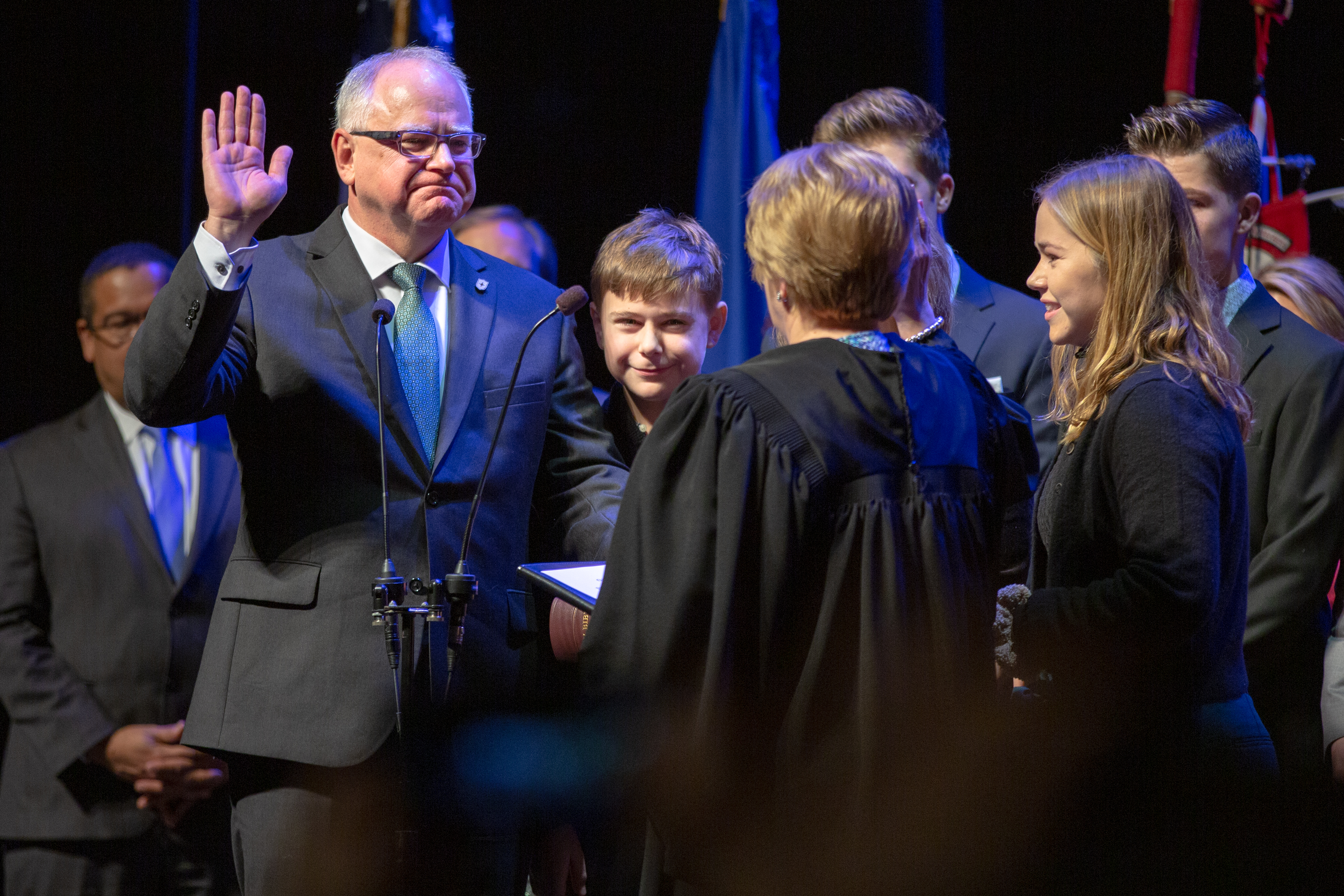
Zaprzysiężenie Tima Walza na urząd gubernatora

W marcu 2017 roku dotychczasowy gubernator Minnesoty, Mark Dayton, zrezygnował z ubiegania się o kolejną kadencję. Dwa tygodnie później Walz ogłosił chęć ubiegania się o nominację Demokratów i startu w wyborach na gubernatora stanowego. Po trudnych prawyborach, w których władze Partii poparły jego kontrkandydatkę i członkinię stanowej Izby Reprezentantów, Erin Murphy, zapewnił nominację Minnesota Democratic-Farmer-Labor Party z wynikiem 41,6% głosów. Pokonał tym samym znacząco zarówno Murphy, jak i liderkę sondaży, Lori Swanson, które uzyskały odpowiednio 32,03% i 24,59% głosów.
W wyborach generalnych pokonał kandydata Republikanów Jeffa Johnsona, uzyskując 53,84% głosów. 7 stycznia 2019 został zaprzysiężony na 41. gubernatora stanu. W swojej przemowie podczas inauguracji skupił się na edukacji oraz reformie ochrony zdrowia. Tego samego roku został powołany przez prezydenta Donalda Trumpa do Rady Gubernatorów (Council of Governors), prestiżowego gremium doradczego, składającego się z 10 członków wybieranych na dwuletnią kadencję z grona wszystkich gubernatorów stanów i terytoriów oraz burmistrza Dystryktu Kolumbii. Dwa lata później został, wraz z Mikiem DeWine’em, wyznaczony przez prezydenta Joe Bidena na jednego z dwóch współprzewodniczących Rady. Jej zadaniem jest „doradzanie Sekretarzowi Obrony, Sekretarzowi Bezpieczeństwa Krajowego oraz Radzie Bezpieczeństwa Krajowego w sprawach związanych z Gwardią Narodową i misjami wymagającymi wsparcia cywilnego”, a także „umacnianie współpracy między rządem federalnym, a władzami stanowymi w celu ochrony Stanów Zjednoczonych przed wszystkimi rodzajami zagrożeń”.
W lutym 2019 roku poparł kandydaturę Amy Klobuchar w prawyborach prezydenckich, by następnie po zdobyciu nominacji przez Joe’a Bidena poprzeć zarówno jego, jak i Kamalę Harris w wyborach generalnych.

##### Zabójstwo George’a Floyda i reforma policji
W trakcie jego kadencji, 25 maja 2020 roku, doszło do zabójstwa Afroamerykanina George’a Floyda przez policjanta w Minneapolis, które doprowadziło do wybuchu zamieszek. Walz w reakcji na nagrania pokazujące Dereka Chauvina klękającego na szyi Floyda określił całe zdarzenie „zatrważającym” i zapowiedział, że będzie dążył do wymierzenia sprawiedliwości. W reakcji na zamieszki gubernator zmuszony był zmobilizować stanową Gwardię Narodową, częściowo 28 maja, a w pełni zaledwie dwa dni później.
Gubernator nakazał również Kongresowi stanowemu zwołać nadzwyczajną sesję w celu przyjęcia reformy policji i odpowiedzialności funkcjonariuszy. Propozycje daleko idących zmian wysunięte przez kontrolowaną przez Demokratów stanową Izbę Reprezentantów zostały jednak zablokowane przez republikańską większość w stanowym Senacie, która odpowiedziała znacznie bardziej konserwatywnym projektem. Nie mogąc dojść do porozumienia liderzy obu izb zamknęli sesję. Walz zwołał zatem kolejne posiedzenie, podczas którego partie doszły do kompromisu i 21 lipca przyjęły ustawę, którą gubernator podpisał dwa dni później. Uwzględniała ona zakaz stosowania duszenia jako techniki obezwładniającej, a także znacząco zmodyfikowała policyjne programy treningowe, które faworyzowały rozwiązania siłowe. Nowy sylabus miał również uwzględniać szkolenia z technik deeskalacyjnych oraz podejścia do osób z problemami psychicznymi.

##### Reelekcja i druga kadencja
Podczas kolejnej kampanii Walz skupił się przede wszystkim na kwestiach legalności aborcji. Jego oponent, Scott Jensen, krytykował Walza za rosnącą przestępczość i brak kontroli nad protestami z 2020 roku. Mimo to w listopadzie 2022 Walz skutecznie ubiegał o reelekcję, zdobywając poparcie 52,27% wyborców.
W pierwszym miesiącu drugiej kadencji wywiązał się z kampanijnych obietnic podpisując PROA (Protect Reproductive Options Act), gwarantujący nieograniczony dostęp do antykoncepcji, aborcji i leczenia bezpłodności. Przerywanie ciąży jest w Minnesocie legalne na każdym jej etapie. Trzy miesiące później, w kwietniu 2023, podpisał również RFDA (Reproductive Freedom Defense Act), który z kolei zabraniał stanowym agencjom i organom ścigania egzekwowania pochodzących z innych stanów wezwań sądowych, nakazów aresztowania i nakazów ekstradycji, których podmiotami były osoby przyjeżdżające do Minnesoty w celu dokonania legalnej aborcji.

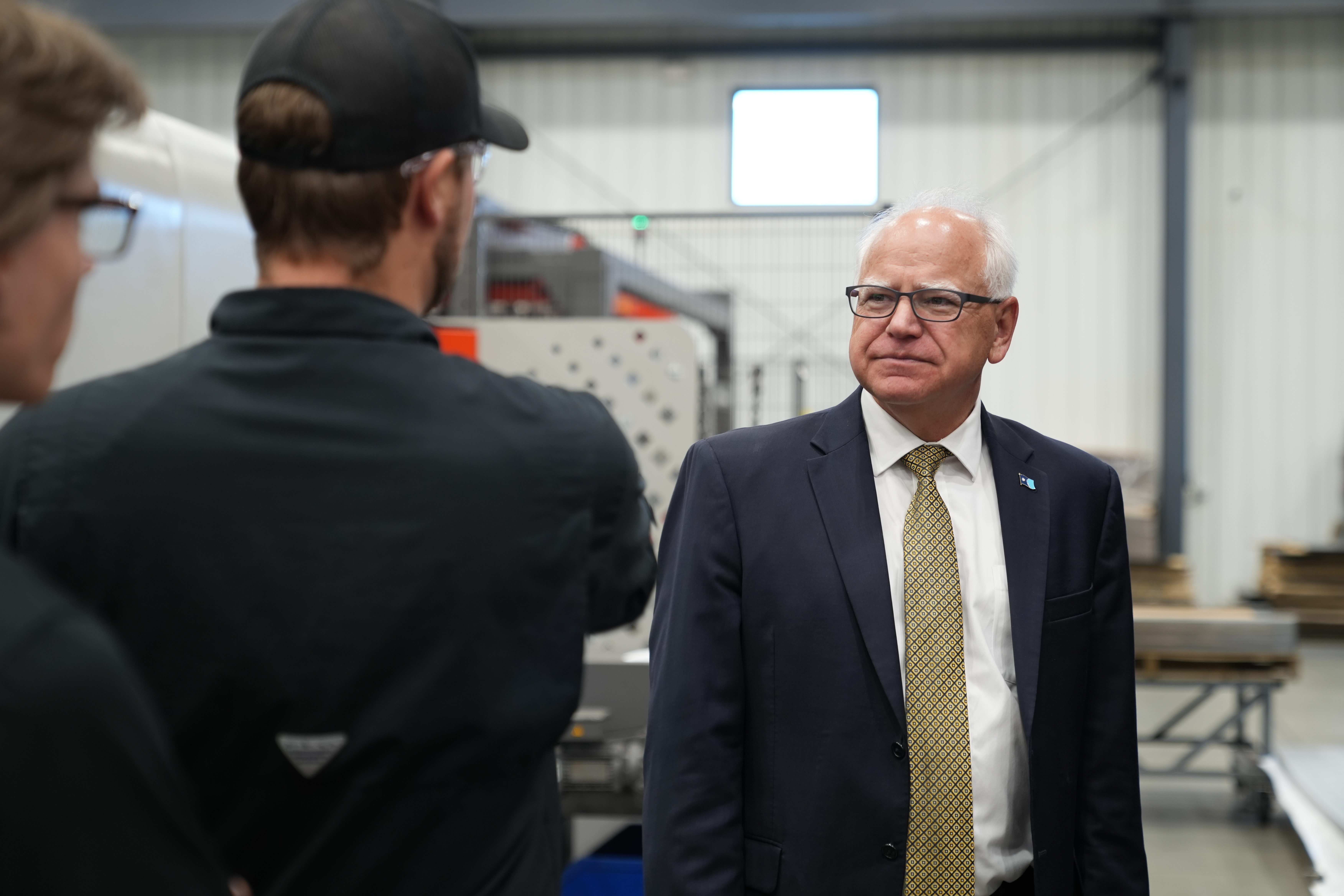
Gubernator w fabryce stali w Bemidji

Jeszcze tego samego roku podpisał ustawę nakazującą, aby do 2040 roku 100% energii w Minnesocie pochodziło z nieemisyjnych źródeł, z naciskiem na elektrownie wiatrowe i słoneczne. Z poparciem obu partii lokował również 2,6 miliarda USD na pakiet infrastrukturalny, mający zapewnić dziesiątki tysięcy miejsc pracy przy naprawie dróg, mostów i innej kluczowej infrastruktury. Wsparł również budowę nowej stacji straży pożarnej w Dilworth, stację uzdatniania wody w Mankato oraz ośrodek dla weteranów w Hastings.
Od 2017 roku propagował legalizację rekreacyjnej marihuany i po 6-letniej kampanii, uzyskując w końcu poparcie obu izb stanowego kongresu, kontrolowanych po wyborach w 2022 przez Demokratów, podpisał odpowiednią ustawę 30 maja 2023. Kontrolując obie izby Minnesota Democratic-Farmer-Labor Party przeprowadziła we współpracy z gubernatorem szereg reform dotyczących między innymi płatnych urlopów, delegalizacji zapisów o zakazie konkurencji w umowach, darmowych posiłków w szkołach, kwestii środowiskowych, czy powszechnych background check przy zakupie broni palnej. Jednocześnie w tej samej kadencji Kongresu gubernator po raz pierwszy skorzystał z przysługującego mu prawa weta, blokując ustawę o podniesieniu płacy i rozszerzeniu ochrony zatrudnienia dla kierowców popularnych Uberów.

W grudniu 2023 roku został mianowany przewodniczącym Stowarzyszenia Gubernatorów Demokratów, tym samym de facto stając się jednym z liderów Demokratów i dołączając do kierownictwa Partii w skali kraju. Ustąpił ze stanowiska, kiedy został wybrany jako kandydat na wiceprezydenta, ustępując miejsca Laurze Kelly, gubernatorce Kansas. 

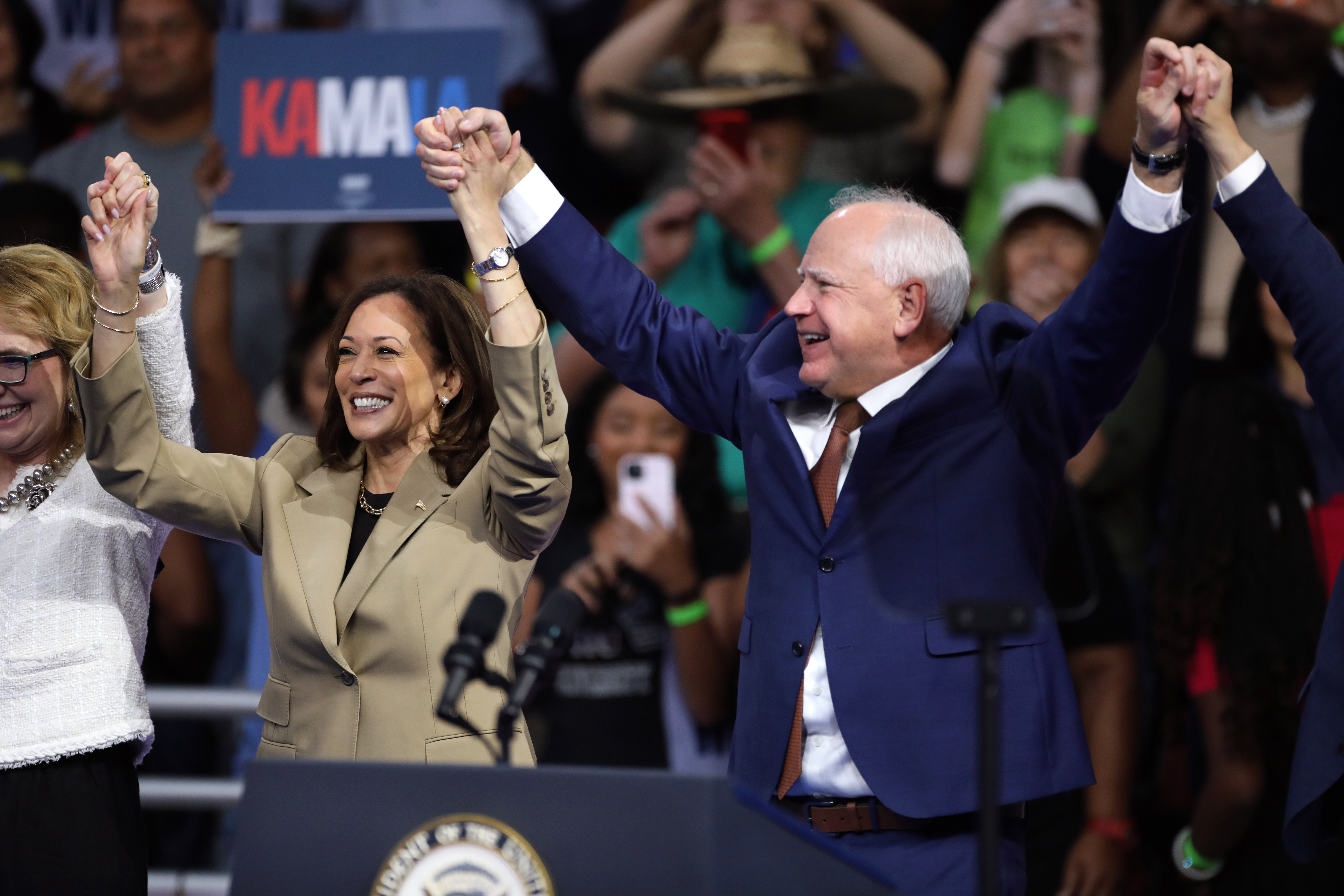
Kamala Harris i Tim Walz na wiecu w Glendale, Arizona

#### Kandydat na wiceprezydenta Stanów Zjednoczonych
6 sierpnia 2024 został ogłoszony przez Kamalę Harris kandydatem Partii Demokratycznej na wiceprezydenta Stanów Zjednoczonych. Nominacja została potwierdzona 21 sierpnia 2024 roku na Krajowej Konwencji Partii Demokratycznej w Chicago, Illinois.

## Życie prywatne
Jest mężem Gwen Whipple, którą poznał podczas pracy jako nauczyciel w Mankato. Ma dwójkę dzieci. Jest luteraninem.